# Angeliki Chadzimichali

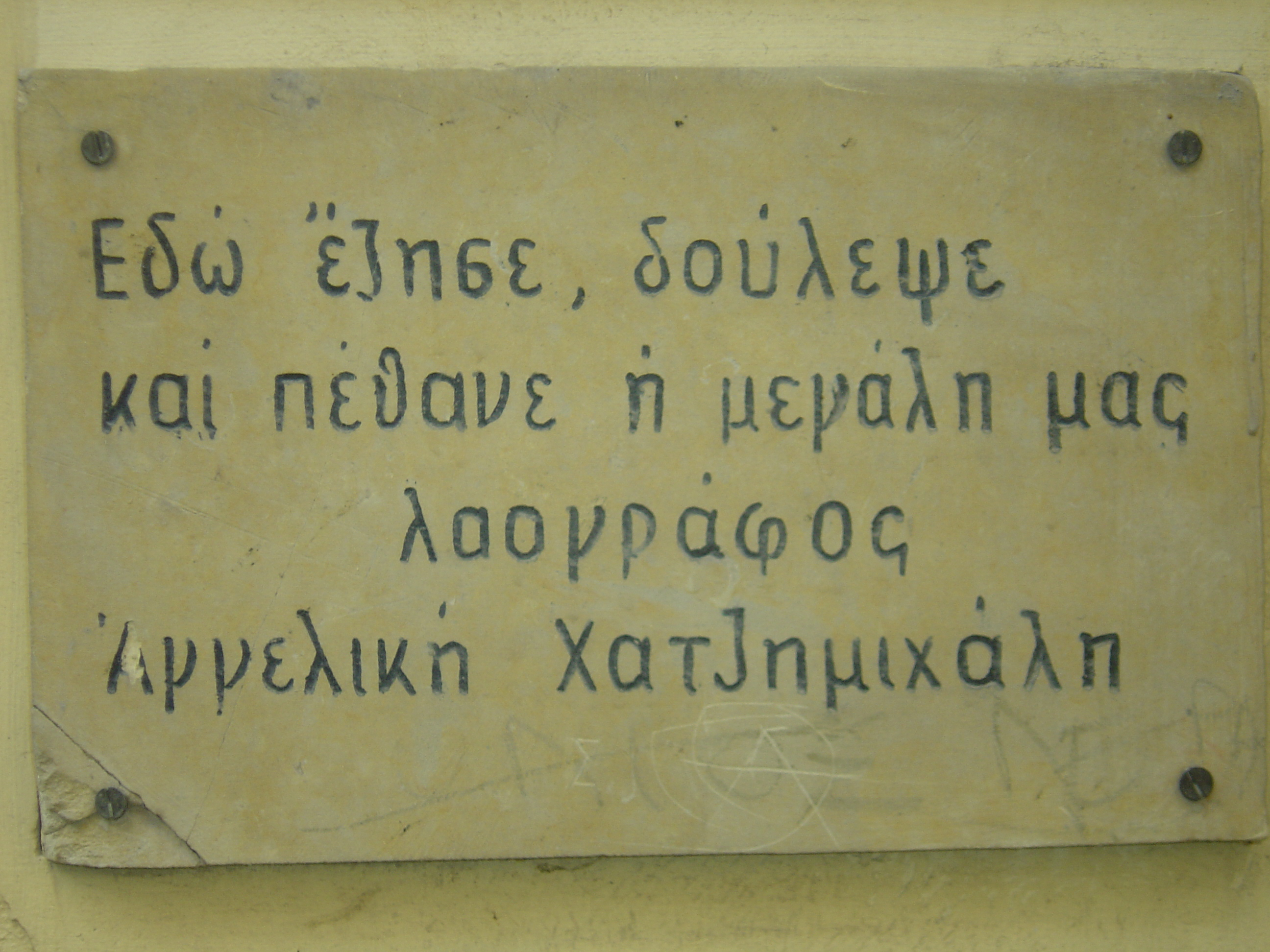
Tablica pamiątkowa na domu Angeliki Chadzimichali

Angeliki Chadzimichali (gr. Αγγελική Χατζημιχάλη, Angelikí̱ Chatzīmichálī; ur. 1895 w Atenach, zm. 1965 tamże) – grecka historyczka, badaczka folkloru.

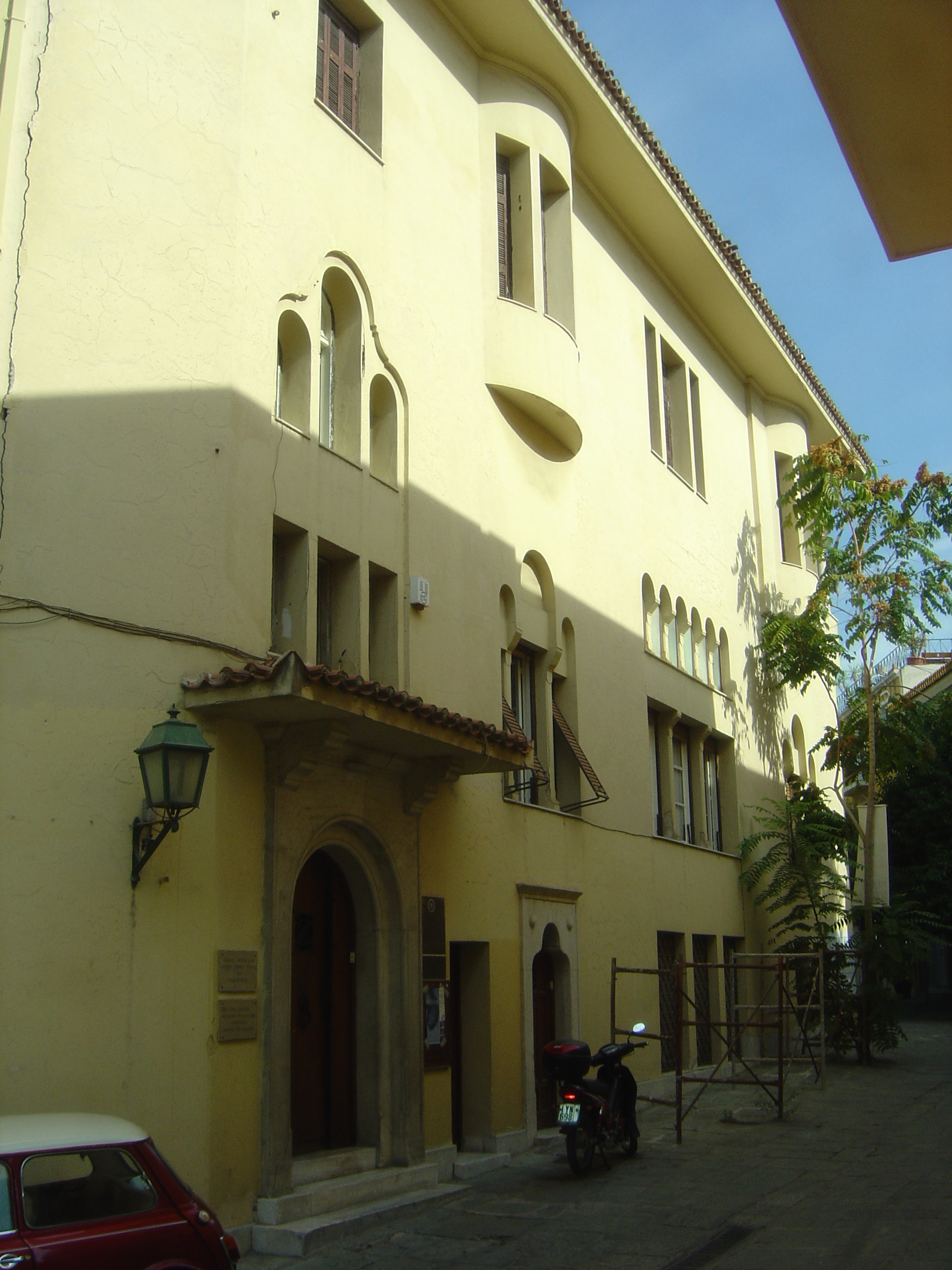
Dom Angeliki Chadzimichali w ateńskiej dzielnicy Plaka, obecnie siedziba muzeum

Wychowywała się w Atenach, w dzielnicy Plaka, jej ojciec Kolyvas był dziennikarzem i kolekcjonerem ikon bizantyjskich, część jego kolekcji jest prezentowana w ateńskim Muzeum Bizantyjskim jako „zbiory Loverdou”. Matka Bournia pochodziła ze Skiros i zaszczepiła w Angeliki fascynację swoimi rodzinnymi stronami. Pierwszym mężem Angeliki był Glisto, był to krótki związek, z którego para miała córkę Herse. Drugim mężem był Plato Chadzimichali, z tego związku narodził się syn Nikos Chadzimichali, który został architektem.
Angeliki studiowała historię malarstwa bizantyjskiego oraz współczesną grecką sztukę ludową, tym dwóm kwestiom poświęciła całe swoje życie zawodowe. Postanowiła zebrać i uratować przed zniszczeniem możliwie najwięcej elementów greckiej sztuki ludowej. W 1927 ukazał się jej pierwsza książka dotycząca Skiros, równocześnie rozpoczęła badania na zajętej przez Włochy wyspie Rodos oraz na Anafi. Odwiedzała regularnie Macedonię i Epir, gdzie przeprowadzała badania lokalnego folkloru. Prace prowadziła z Nikosem Kazandzakisem, Angelosem Sikelianosem i Kostisem Palamasem, wspólnie zorganizowali w 1927 festiwal delficki. W tym samym roku była organizatorką wystawy greckiego folkloru, która miała miejsce w Paryżu. Rok później sztuka ludowa Grecji została przedstawiona na Międzynarodowych Targach w Salonikach. W 1930 miał miejsce drugi festiwal delficki, w tym okresie Angeliki Chadzimichali rozpoczęła tworzyć raporty podsumowujące postępy w upowszechnianiu i ochronie greckiej twórczości ludowej. W 1937 powstało pierwsze stowarzyszenie greckich rzemieślników, a rok później w „Domu Greckim” powstała pierwsza szkoła zawodowa ucząca greckiego rękodzieła ludowego. W 1957 stowarzyszenie rzemieślników zostało uznane za organizację rządową. Angeliki Chadzimichali opracowała dokumentację, pisma, felietony dotyczące stworzenia warunków do nauczania i rozpowszechniania sztuki ludowej i jej zastosowania w nowoczesnej twórczości rękodzielniczej, malarstwie i rzeźbie.
Angeliki Chadzimichali zmarła w marcu 1965. Zgodnie z jej życzeniem, w domu w dzielnicy Plaka, gdzie mieszkała, powstało Centrum Sztuki Ludowej i Tradycji, które zawiera muzeum dotyczące badań nad greckim folklorem i okresowe wystawy sztuki ludowej.